# Аствацатурян Теркотт, Анна
Анна Аствацатурян Теркотт (англ. Anna Astvatsaturian Turcotte, арм. Աննա Աստվածատուրյան Թերքոթ), 14 марта, 1978, Баку, Азербайджан-Армяно- Американская писательница, лектор и активистка. Является автором книги «Изгнание. В Никуда». Активно выступала на тему положение армян в Азербайджане в рамках прав человека и международного права, а также защищала политические права армян в формируемой автономии в Нагорном Карабахе. Внесла решающий вклад в принятие резолюции штата Мэн от 2013 года, признающей независимость Нагорно-Карабахской Республики. В 2015 году была избрана членом Городского Совета Уэстбрукаа, штат Мэн.

## Ранние годы

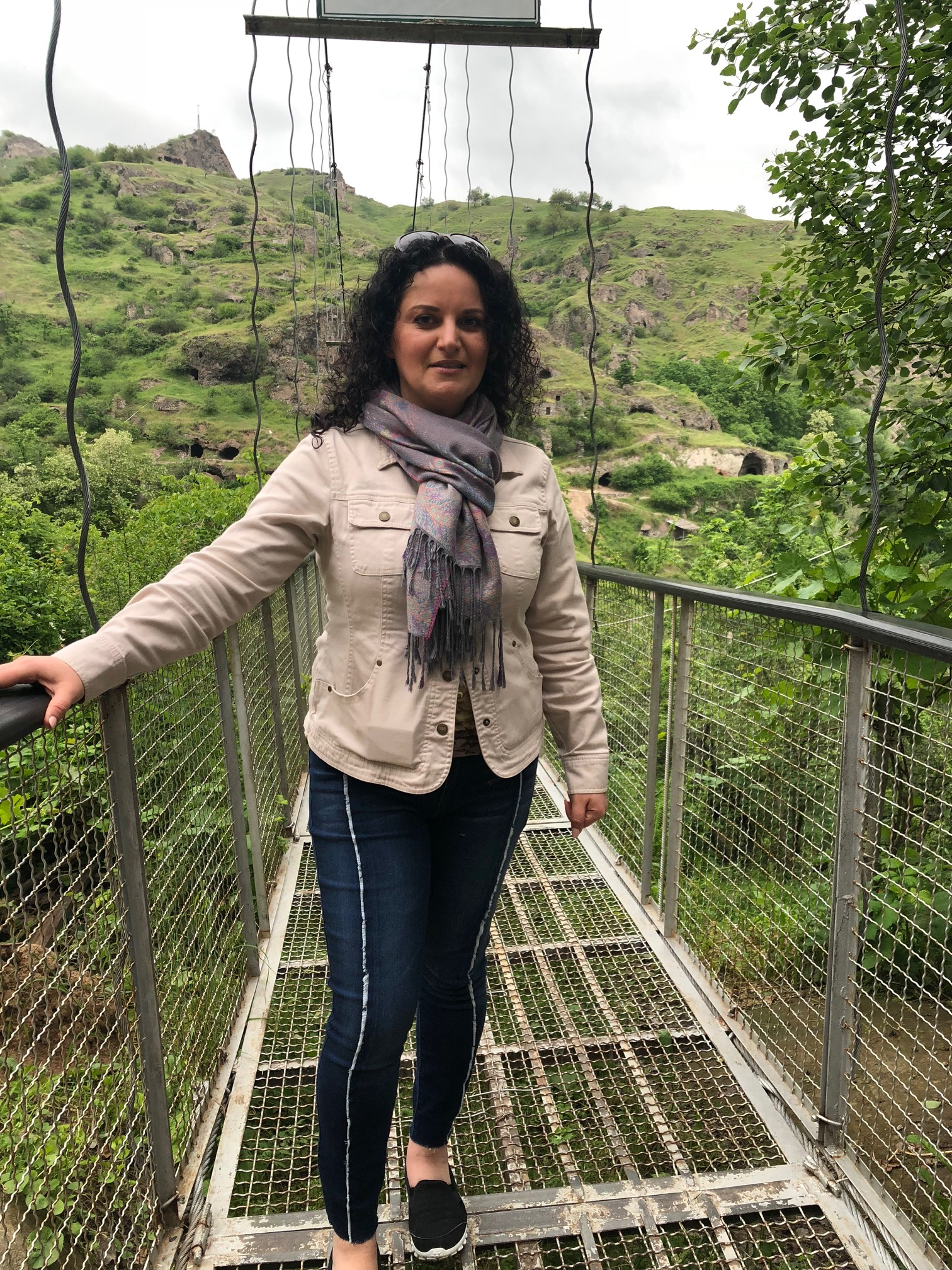

Теркотт родилась в Баку, Азербайджан, в творческой семье. Была вынуждена бежать с семьёй из Баку в 1990 году из-за армянских погромов в Баку. До приезда в Соединённые Штаты в 1992 году прожила три года как беженка в Армении. Её семья была размещена в городе Уопетон, где она получила гражданство США в 1997 году.

## Образование
Училась в университете Северной Дакоты и получила степени по английскому языку и литературе, и философии и религии вместе со второстепенной степенью по русскому языку и литературе. В 2003 году получила степень доктора юриспруденции в юридической школе университета Мэн в Портленде. После окончания юридической школы работала клерком в Международном криминальном суде в Гааге, Нидерланды.

## Карьера
Аствацатурян Теркотт писала и активно выступала по всем Соединённым Штатам, включая также Конгресс США и Европейский Парламент, где поднимала проблемы прав человека, международного права, а также армянофобии.
Ходатайствовала и работала в поддержку резолюции штата Мэн от 2013 года, признающей независимость Нагорно-Карабахской Республики. Обсуждала «агрессию Азербайджана» и независимость Нагорного Карабаха с членами Конглесса и Европейского Парламента. Аствацатурян Теркотт является членом консультационного совета неправительственной организации Американцы для Арцаха.
В 2015 году Аствацатурян Теркотт выступила на мероприятии TedX Grand Forks, представив свой опыт беженки и активистки по правам человека. 3 ноября 2015 года Анна Теркотт победила на выборах в 3-м Административном районе Городского Совета Вестбрука, штат Мэн, получив 64 % от общего числа голосов избирателей и опередив занимающего эту должность Пола Имри.
В 2018 году Аствацатурян Теркотт была переизбрана в городской совет города Уэстбрука.
Она была выбрана без сопротивления. Теркотт работает вице-президентом в Андроскоггин Банке.
3 декабря 2018 года Теркотт была избрана вице-президентом Совета города Уэстбрук.
Анна Теркотт избрана председателем Городского Совета 6 декабря 2021 год и стала в истории города первой женщиной, беженкой, занявшей этот пост.

## Публикации
В 2012 году опубликовала свою первую книгу «Изгнание. В Никуда», основанную на детских записях в дневнике, который она вела во времена этнического насилия в Баку во время Нагорно- Карабахской войны. В возрасте 14 лет начала переводить свои записи на английский язык. Дальнейшая история повествует о жизни в Ариении в качестве беженца из Баку. Книга является рассказом от первого лица об Армянофобии в Азербайджане и Армянских погромах в Баку. В мае 2017 года был опубликован перевод книги на русский язык.

## Благотворительная деятельность
В последнее десятилетие Анна Аствацатурян Теркотт инициировала ряд гуманитарных проектов, направленных на помощь уязвимым слоям населения в Армении и в НКР, таких как поддержка бакинских армян, бежавших в своё время от погромов, а также инициативы в поддержку детей НКР. Анна также спонсировала глазные осмотры и операции и снабдила очками две деревни в Сюникской области Армении, откуда родом её бабушка и дедушка по отцовской линии.
За последние несколько лет Анне удалось собрать более 300 фунтов балетной одежды для Арцахского балетного колледжа в Степанакерте.
Некоторые проекты были вдохновлены 30-летней годовщиной бакинских погромов. В память о годовщине Анна запустила ряд проектов. В 2019—2020 годах Анна вместе с проектом «Дерево Армении» посадила лес в память о выживших, жертвах бакинских погромов и в честь общины бакинских армян, которые, бежав из Баку, поселились в разных уголках мира. Также благодаря Анне была создана «Armath Lab» — компьютерная лаборатория с 3D-принтером для детей школы № 8 города Степанакерт. Анна активно поддерживает раненых армянских солдат и их семьи, жертвует и собирает пожертвования на их лечение. Она также обеспечила полевыми кухнями и банями, аптечками и солнечными батареями блокпоста на линии соприкосновения
В начале 2020 года Теркотт основала «Фонд Анны Аствацатурян», общественную благотворительную организацию, через которую Анна намеревается продолжать и расширять свою благотворительную деятельность. Одной из первых инициатив Фонда было проведение полной послевоенной переписи населения НКР и её граждан, документирование их историй и потерь.

## Награды
Аствацатурян Теркотт награждена президентом Армении Сержем Саргсянои Почётной Медалью Мхитар Гош и Медалью Благодарности Нагорного Карабаха президентом Нагорного Карабахской Республики Бако Саакяном в 2013 году. В 2014 году Армянский Национальный Комитет Америки- Западный регион наградил её медалью имени Вагана Кардашяна.
В 2017 году она получила премию «Активизм» Армянского Национального Комитета Америки — Восточного Региона.